# Siglufjörður
Siglufjörður és un petit poble pesquer situat en l'estret fiord del mateix nom a la regió de Norðurland eystra, costa nord d'Islàndia. Els antics municipis d'Ólafsfjörður i Siglufjörður, connectats des del 2010 pels túnels de Héðinsfjörður, es van fusionar el 2006 per formar un únic municipi anomenat Fjallabyggð, que literalment significa "assentament de muntanya".

## Història
El poble va créixer al voltant de la indústria de l'arengada que va ser molt important als anys quaranta i cinquanta del segle xx. La primera caixa d'estalvis municipal islandesa es va fundar a Siglufjörður el 1873, i el 22 d'octubre de 1918 Siglufjörður va aconseguir l'estatus municipal amb els drets i privilegis d'una ciutat. La pesca d'arengada va disminuir considerablement després del 1970 i les plantes de processament d'arengada van tancar, pel que la població també va patir una forta davallada. El govern islandès està intentant revertir la reducció de la població a la zona millorant el transport terrestre i promovent el turisme.

## Llocs d'interès
El Museu de l'arengada (Síldarminjasafn) que data del 1907 explica la història de la instal·lació de la indústria pesquera a la localitat.
Festival de música (Þjóðlagahátíðin á Siglufirði) que se celebra cada any al juliol. La ciutat és famosa per Bjarni þorsteinsson (1861-1938), un compositor i sacerdot que va viure a Siglufjörður des de 1888. Va recopilar cançons populars antigues que gairebé havien quedat oblidades i les va tornar a publicar entre 1906 i 1909. La Sæbyhús es va transformar en el Museu Bjarni þorsteinsson o Centre de Música popular referint-se a la música popular tradicional islandesa i als instruments musicals històrics.
El Centre de Música Popular inaugurat el 8 de juny de 2006 es va ubicar en un dels edificis més antics de la ciutat, la Sæbyhús, una casa de fusta construïda el 1886, ampliada el 1915 i retocada el 1997.
El Norska sjómannaheimilið és un gran edifici residencial de fusta construït el 1915 per als mariners noruecs que treballaven a Siglufjörður.[10] També s'utilitzava com a centre mèdic per als mariners ferits i malalts. La fusta havia estat preparada a Haugesund, Noruega, abans de la construcció. Avui l'edifici que va ser reformat el 1985-1986 s'utilitza com a conservatori.
La Siglufjarðarkirkja, una església protestant inaugurada el 1932 amb una capacitat per a unes 400 persones, fa uns 35 m de llargada i 12 m d'amplada. La torre té uns 30 metres d'alçada i les campanes de l'església foren un regal de la Caixa d'Estalvis de Siglufjörður.

## Cultura popular
La sèrie de televisió Trapped de Baltasar Kormákur del 2015 es va rodar gairebé íntegrament a Siglufjörður, amb l'excepció d'algunes escenes a l'aire lliure rodades als fiords de l'Est i Reykjavík.
La ciutat també és l'escenari de la sèrie de ficció policíaca de Ragnar Jónasson titulada Islàndia Negra.

## Horari de llum
La localitat experimenta el sol de mitjanit des del 9 de juny a l'1 de juliol. En canvi no experimenta nit polar al solstici d'hivern; l'horari de llum més curt són 2 hores 39 minuts, des de les 11:54 UTC fins a les 14:33 UTC del 21 de desembre.

## Galeria

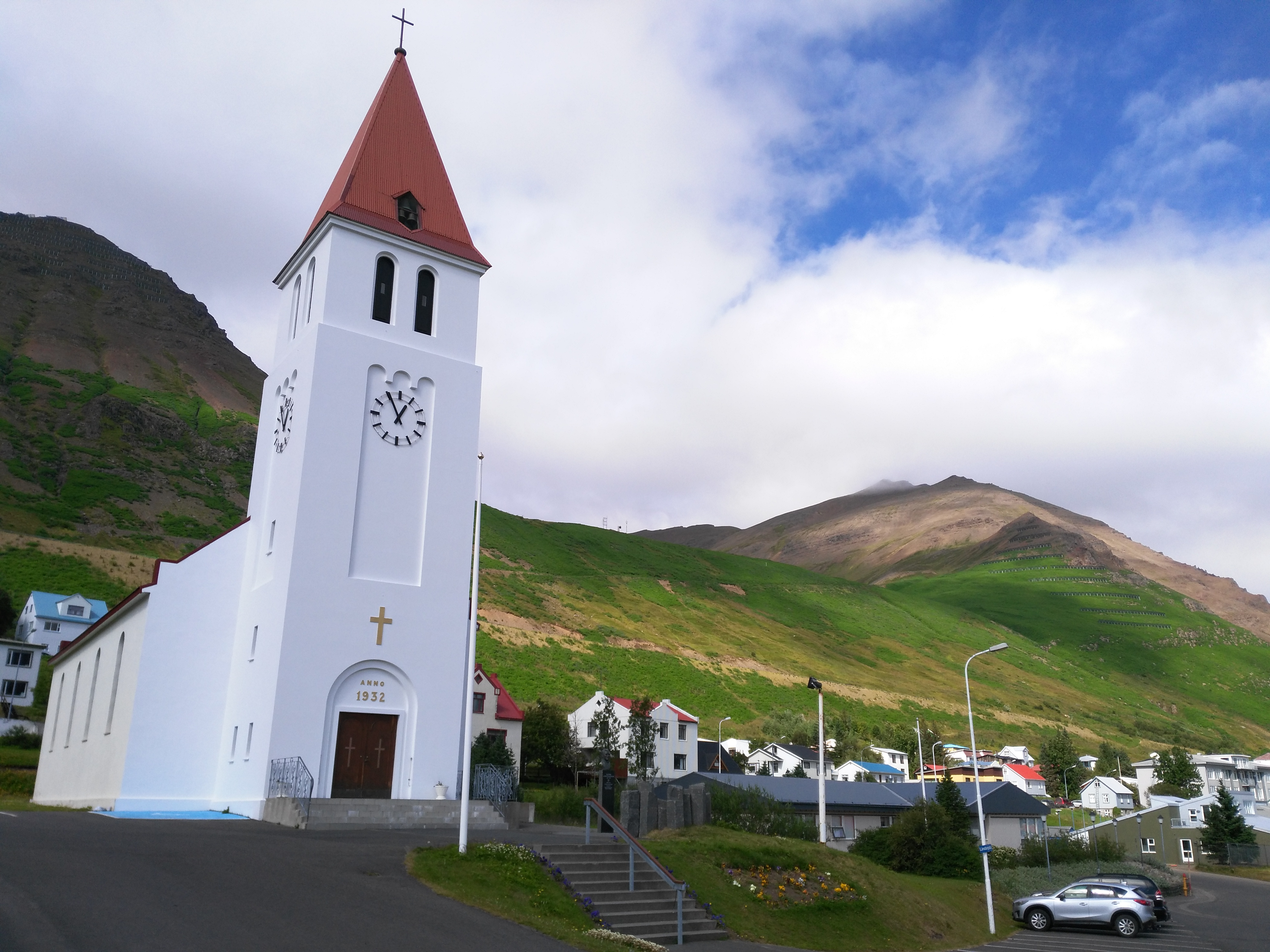
Siglufjarðarkirkja o Església de Siglufjörður.
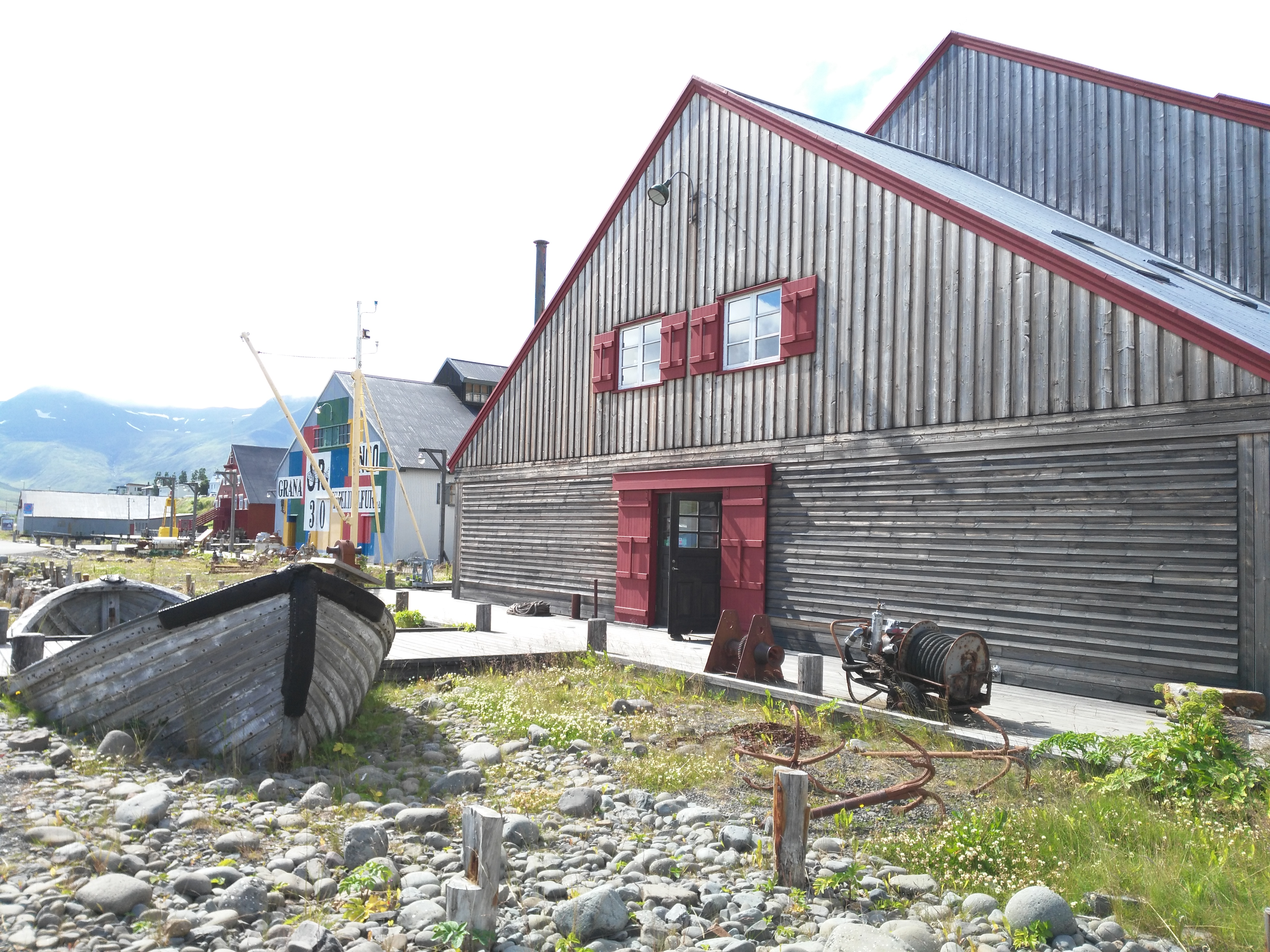
Edifici del Museu de l'arengada.
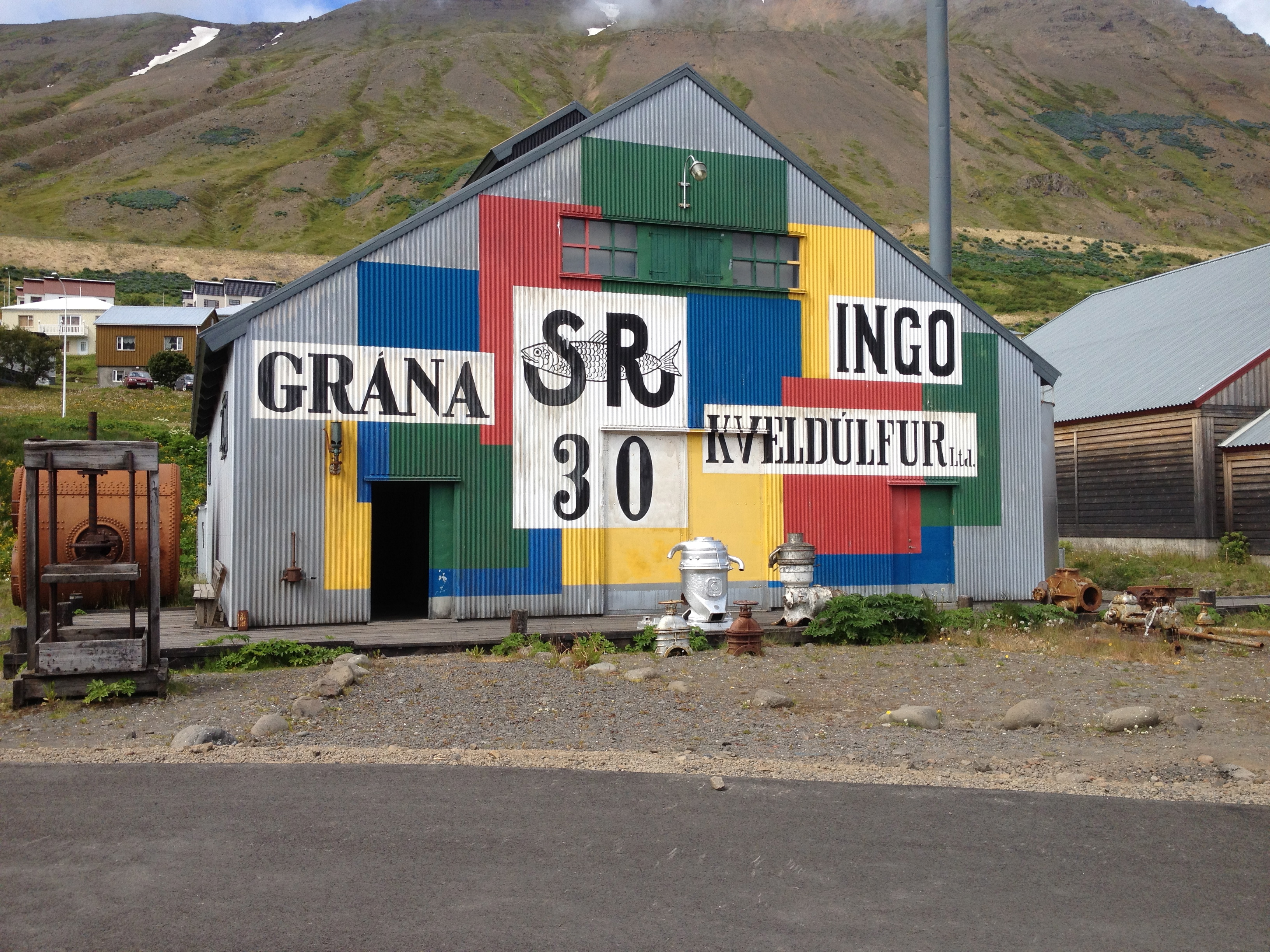
Edifici del Museu de l'arengada.